# Vladimír Gajdičiar
Vladimír Gajdičiar es un deportista eslovaco que compitió en esquí de fondo adaptado. Ganó una medalla de plata en los Juegos Paralímpicos de Salt Lake City 2002 en la prueba de 5 km silla de esquí (clase LW12).

## Palmarés internacional
| Juegos Paralímpicos | Juegos Paralímpicos        | Juegos Paralímpicos | Juegos Paralímpicos      |
| Año                 | Lugar                      | Medalla             | Prueba                   |
| ------------------- | -------------------------- | ------------------- | ------------------------ |
| 2002                | Salt Lake (Estados Unidos) | Medalla de plata    | 5 km silla de esquí LW12 |